# Lauren Beukes

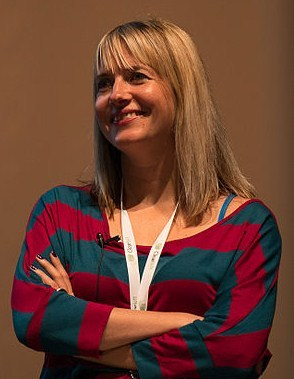
Lauren Beukes (2012)

Lauren Beukes (* 5. Juni 1976 in Johannesburg) ist eine südafrikanische Schriftstellerin.

## Leben
Lauren Beukes studierte Creative Writing an der Universität Kapstadt. Danach arbeitete sie zehn Jahre als freie Journalistin, unter anderem zwei Jahre in New York. Sie ist seit 2006 verheiratet mit dem Fernsehdirektor Matthew Brown. Ebenfalls seit 2006 lebt sie mit ihrem Mann und der gemeinsamen Tochter in Kapstadt.

## Auszeichnungen
- 2011 Arthur C. Clarke Award für Zoo City

0000 The Kitschies für Zoo City in der Kategorie „Red Tentacle (Novel)“
- 2014 British Fantasy Award für The Shining Girls in der Kategorie „August Derleth Award for Best Horror Novel“

## Bibliografie
Romane
- Moxyland (2008)
  - Deutsch: Moxyland. Übersetzt von Mechthild Barth. Rowohlt Taschenbuch (rororo #25969), 2015, ISBN 978-3-499-25969-2.
- Zoo City (2010)
  - Deutsch: Zoo City. Übersetzt von Judith Reker. Rowohlt Taschenbuch (Rowohlt Polaris), 2014, ISBN 978-3-499-25968-5.
- The Shining Girls (2013)
  - Deutsch: Shining Girls. Übersetzt von Karolina Fell. Rowohlt Taschenbuch (Rowohlt Polaris), 2014, ISBN 978-3-499-26700-0.
- Broken Monsters (2014)
  - Deutsch: Broken Monsters. Übersetzt von Alexandra Hinrichsen. Rowohlt Taschenbuch (Rowohlt Polaris), 2015, ISBN 978-3-499-26704-8.
- Ungirls (2019, Kurzroman)

Sammlungen
- Slipping: Stories, Essays, & Other Writing (2016)

Kurzgeschichten
2008:
- Dear Mariana (2008, in: Something Wicked SF and Horror Magazine #8, November 2008-January 2009)

2011:
- Ghost Girl (in: Fantasy Magazine, January 2011)
- Unaccounted (2011, in: Ian Whates (Hrsg.): Further Conflicts)
- Chislehurst Messiah (2011, in: Anne C. Perry und Jared Shurin (Hrsg.): Pandemonium: Stories of the Apocalypse)

2012:
- Branded (2012, in: Lavie Tidhar (Hrsg.): The Apex Book of World SF 2)
- The Green (2012, in: John Joseph Adams (Hrsg.): Armored)

2013:
- Unathi Battles the Black Hairballs (2013, in: Bill Campbell und Edward Austin Hall (Hrsg.): Mothership: Tales from Afrofuturism and Beyond)

2014:
- Slipping (2014, in: Bruce Sterling (Hrsg.): Twelve Tomorrows)

2015:
- Easy Touch (2015, in: Bahamut, #1)

2016:
- Algebra (2016, in: Lauren Beukes: Slipping: Stories, Essays, & Other Writing)
- Confirm/Ignore (2016, in: Lauren Beukes: Slipping: Stories, Essays, & Other Writing)
- Dial Tone (2016, in: Lauren Beukes: Slipping: Stories, Essays, & Other Writing)
- Exhibitionist (2016, in: Lauren Beukes: Slipping: Stories, Essays, & Other Writing)
- Litmash (2016, in: Lauren Beukes: Slipping: Stories, Essays, & Other Writing)
- Pop Tarts (2016, in: Lauren Beukes: Slipping: Stories, Essays, & Other Writing)
- Princess (2016, in: Lauren Beukes: Slipping: Stories, Essays, & Other Writing)
- Riding with the Dream Patrol (2016, in: Lauren Beukes: Slipping: Stories, Essays, & Other Writing)
- Tankwa-Karoo (2016, in: Lauren Beukes: Slipping: Stories, Essays, & Other Writing)

2019:
- Her Seal Skin Coat (2019, in: Current Futures: A Sci-fi Ocean Anthology)

Essays
- Moxyland’s Stem Cells (2009, in: Lauren Beukes: Moxyland)
- The Story About the Landlord (2012, in: Journey Planet, #13)
- Writing the Other (2012, in: Focus, #58)
- All the Pretty Corpses… (2013, in: Lauren Beukes: The Shining Girls)
- Inner City (2016, in: Lauren Beukes: Slipping: Stories, Essays, & Other Writing)